# Laurie Scott
Lawrence Scott (ur. 23 kwietnia 1917 w Sheffield, zm. 7 lipca 1999) – angielski piłkarz występujący podczas kariery na pozycji obrońcy.

## Kariera klubowa
Laurie Scott piłkarską karierę rozpoczął w trzecioligowym Bradford City w 1935. W lutym 1937 przeszedł do pierwszoligowego Arsenalu. Z Kanonierami zdobył mistrzostwo Anglii w 1948 oraz Puchar Anglii w 1950. Ogółem w barwach Kanonierów rozegrał 191 spotkań. W latach 1951–1952 występował w trzecioligowym Crystal Palace, gdzie pełnił rolę grającego trenera.
| Sezon   | Klub                 | Kraj   | Rozgrywki      | Mecze | Bramki |
| ------- | -------------------- | ------ | -------------- | ----- | ------ |
| 1935/36 | Bradford City A.F.C. | Anglia | Division Two   | 12    | 0      |
| 1936/37 | Bradford City A.F.C. | Anglia | Division Two   | 27    | 0      |
| 1937/38 | Arsenal F.C.         | Anglia | Division One   | 0     | 0      |
| 1938/39 | Arsenal F.C.         | Anglia | Division One   | 0     | 0      |
| 1939/40 | Arsenal F.C.         | Anglia | Division One   | 0     | 0      |
| 1946/47 | Arsenal F.C.         | Anglia | Division One   | 28    | 0      |
| 1947/48 | Arsenal F.C.         | Anglia | Division One   | 39    | 0      |
| 1948/49 | Arsenal F.C.         | Anglia | Division One   | 12    | 0      |
| 1949/50 | Arsenal F.C.         | Anglia | Division One   | 15    | 0      |
| 1950/51 | Arsenal F.C.         | Anglia | Division One   | 17    | 0      |
| 1951/52 | Arsenal F.C.         | Anglia | Division One   | 4     | 0      |
| 1951/52 | Crystal Palace F.C.  | Anglia | Division Three | 20    | 0      |
| 1952/53 | Crystal Palace F.C.  | Anglia | Division Three | 8     | 0      |

## Kariera reprezentacyjna
W reprezentacji Anglii Scott zadebiutował 28 września 1946 w wygranym 7-2 meczu w British Home Championship z Irlandią Północną.  Ostatni raz w reprezentacji wystąpił 18 listopada 1948 w wygranym 1-0 meczu w British Home Championship z Walią. Ogółem Cockburn rozegrał w reprezentacji 17 spotkań. W 1950 Scott uczestniczył w mistrzostwach świata. Na turnieju w Brazylii był rezerwowym i nie wystąpił w żadnym meczu.
| Mecze i gole w reprezentacji | Mecze i gole w reprezentacji | Mecze i gole w reprezentacji | Mecze i gole w reprezentacji | Mecze i gole w reprezentacji | Mecze i gole w reprezentacji | Mecze i gole w reprezentacji |
| #                            | Data                         | Miasto                       | Przeciwnik                   | Gol                          | Wynik                        |                              |
| ---------------------------- | ---------------------------- | ---------------------------- | ---------------------------- | ---------------------------- | ---------------------------- | ---------------------------- |
| 1.                           | 28.09.1946                   | Belfast                      | Irlandia Północna            |                              | 7:2                          | British Home Championship    |
| 2.                           | 30.09.1946                   | Dublin                       | Irlandia                     |                              | 1:0                          | towarzyski                   |
| 3.                           | 13.11.1946                   | Manchester                   | Walia                        |                              | 3:0                          | British Home Championship    |
| 4.                           | 27.11.1946                   | Huddersfield                 | Holandia                     |                              | 8:2                          | towarzyski                   |
| 5.                           | 12.04.1947                   | Londyn                       | Szkocja                      |                              | 1:1                          | British Home Championship    |
| 6.                           | 03.05.1947                   | Londyn                       | Francja                      |                              | 3:0                          | towarzyski                   |
| 7.                           | 18.05.1947                   | Zurych                       | Szwajcaria                   |                              | 0:1                          | towarzyski                   |
| 8.                           | 27.05.1947                   | Lizbona                      | Portugalia                   |                              | 10:0                         | towarzyski                   |
| 9.                           | 21.09.1947                   | Bruksela                     | Belgia                       |                              | 5:2                          | towarzyski                   |
| 10.                          | 18.10.1947                   | Cardiff                      | Walia                        |                              | 3:0                          | British Home Championship    |
| 11.                          | 05.11.1947                   | Liverpool                    | Irlandia Północna            |                              | 2:2                          | British Home Championship    |
| 12.                          | 19.11.1947                   | Londyn                       | Szwecja                      |                              | 4:2                          | towarzyski                   |
| 13.                          | 10.04.1948                   | Glasgow                      | Szkocja                      |                              | 2:0                          | British Home Championship    |
| 14.                          | 16.05.1948                   | Turyn                        | Włochy                       |                              | 4:0                          | towarzyski                   |
| 15.                          | 26.09.1948                   | Kopenhaga                    | Dania                        |                              | 0:0                          | towarzyski                   |
| 16.                          | 09.10.1948                   | Belfast                      | Irlandia Północna            |                              | 6:2                          | British Home Championship    |
| 17.                          | 10.11.1948                   | Birmingham                   | Walia                        |                              | 1:0                          | British Home Championship    |